# Liste der Naturschutzgebiete in der Stadt Schweinfurt
In der Stadt Schweinfurt gibt es ein Naturschutzgebiet.
| Name                             | Bild | Kennung                   | Kreis       | Einzelheiten | Position | Fläche Hektar | Datum |
| -------------------------------- | ---- | ------------------------- | ----------- | ------------ | -------- | ------------- | ----- |
| Saumain in der Stadt Schweinfurt |      | NSG-00458.01 WDPA: 165338 | Schweinfurt |              | ⊙        | 11,58         | 1993  |
| Legende für Naturschutzgebiet    |      |                           |             |              |          |               |       |

## Weblink
- http://www.schweinfurt.de: Schutzgebiete in Schweinfurt (Abgerufen am 27. November 2015)

- Karte mit allen Koordinaten:
- OSM |
- WikiMap